# Museo di palazzo Mansi
Il Museo di palazzo Mansi si trova a Lucca. Esso ospita un'importante pinacoteca nazionale.
Dal dicembre 2014 il Ministero per i beni e le attività culturali lo gestisce tramite il Polo museale della Toscana, nel dicembre 2019 divenuto Direzione regionale Musei.

## Palazzo
Palazzo Mansi si trova nel centro della città di Lucca e risale alla fine del Cinquecento. Fu acquistato dalla famiglia Mansi nel 1616 che eseguì una ristrutturazione interna in stile barocco in contrasto con l'austerità delle fattezze esterne.
Le due ali perpendicolari al nucleo centrale risalgono all'Ottocento, con lo scalone ad unica rampa che conduce al piano nobile in un loggiato affacciato sul giardino.
Il museo è stato situato in questo lussuoso stabile dal 1965 quando divenne proprietà dello Stato e venne completamente ristrutturato. Nel 1977 vi fu inaugurata la sezione della pinacoteca Nazionale. Successivamente furono recuperati gli arredi originali, gli affreschi e gli arazzi alle pareti. Da segnalare la Camera degli sposi, con l'originale alcova e i tessuti di seta lucchese ricamata del ´700.

## Museo
Nel Museo sono esposte opere del XIX secolo di Pompeo Batoni, Bernardino Nocchi, Stefano Tofanelli e strumenti e prodotti tessili antichi della vita comune quali telai, modelli di abbigliamento d'epoca, paramenti religiosi, tessuti del XVI, XVII e XVIII secolo ed illustra uno spaccato di quello che è stata l'attività di produzione tessile nel territorio lucchese.

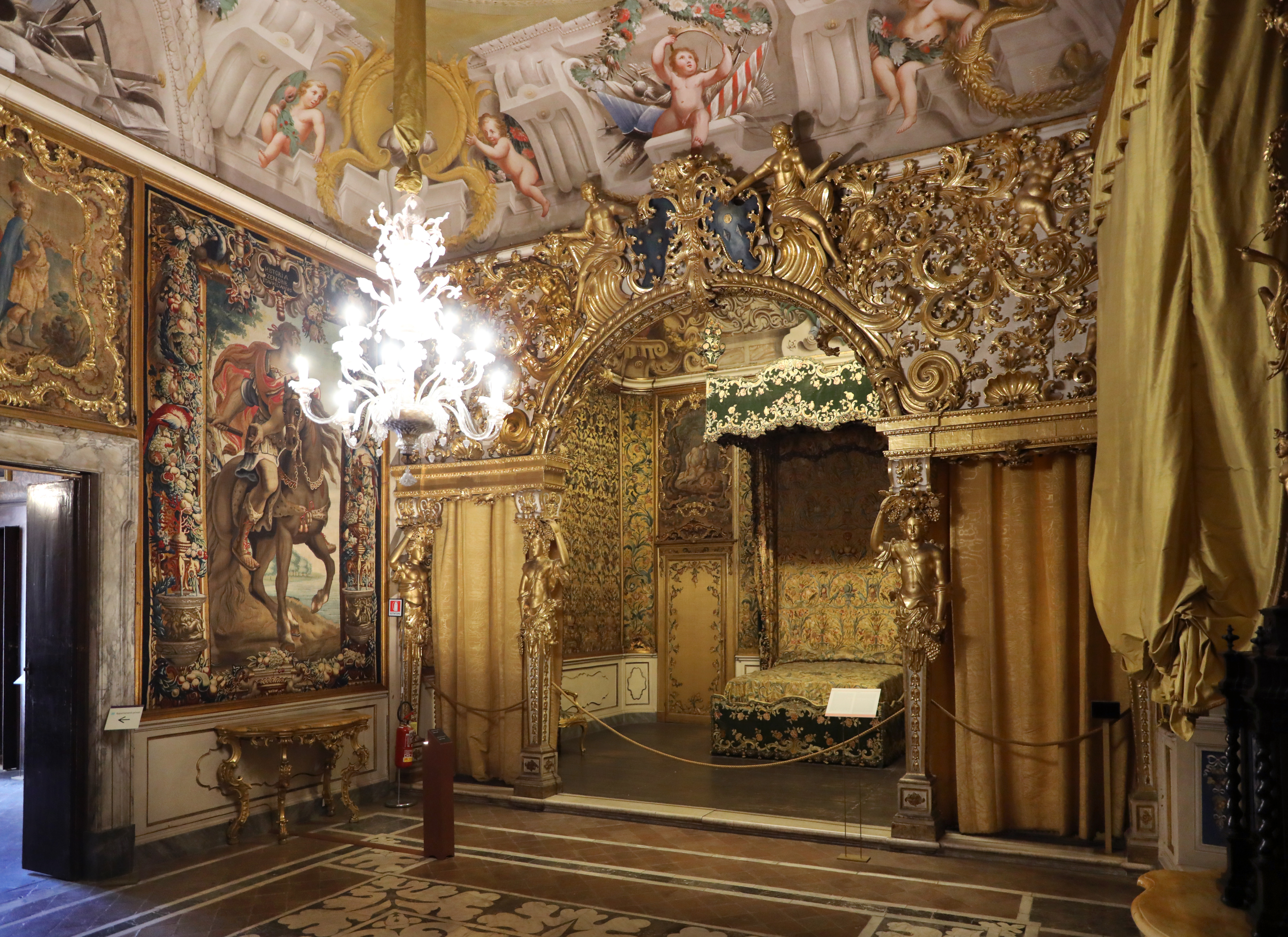
L'alcova
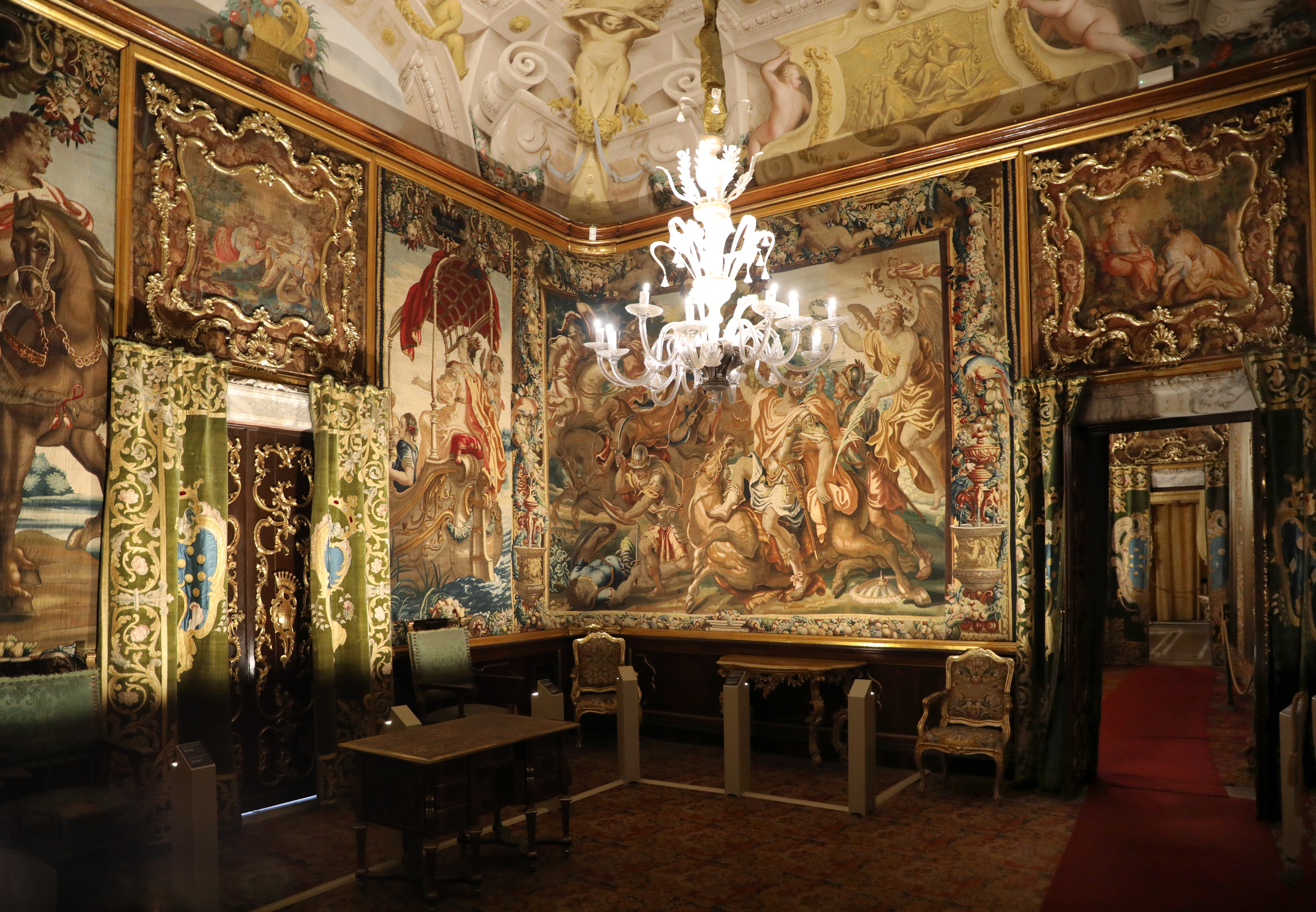
Uno dei salotti da parata o anticamera
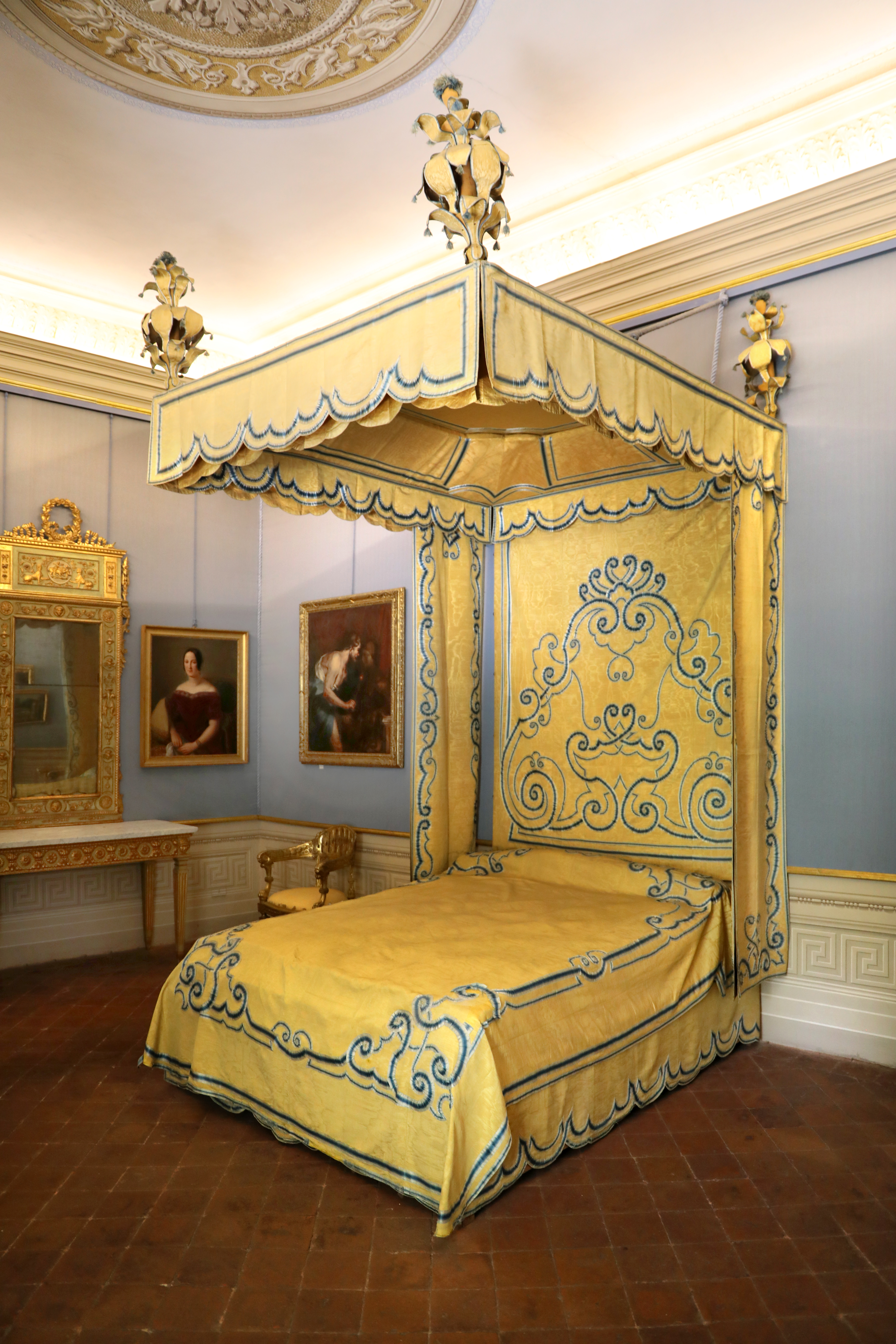
Camera azzurra, con un letto di manifattura lucchese del primo Ottocento

## Pinacoteca

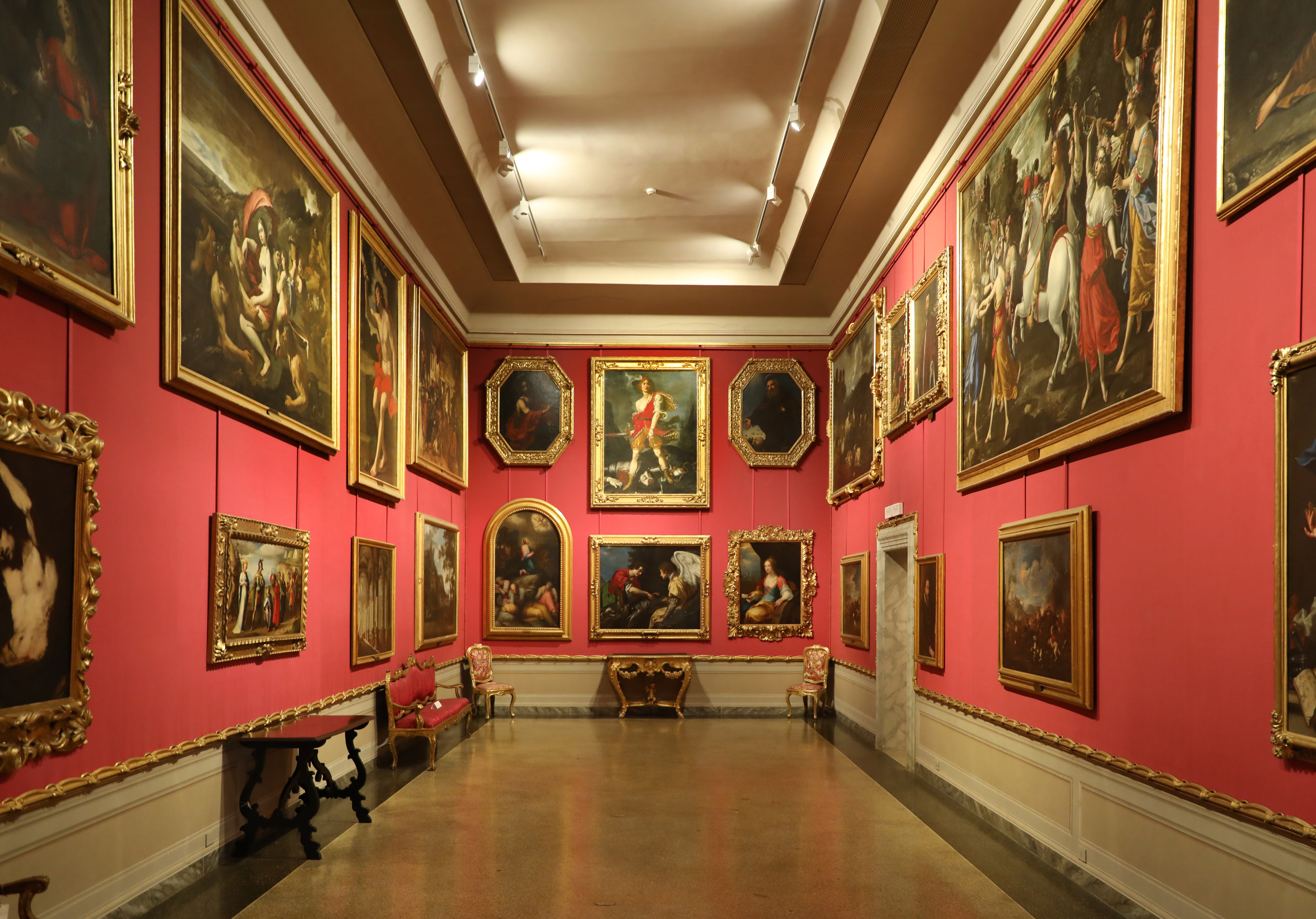
Una sala della pinacoteca

Il nucleo principale dei dipinti presenti nella pinacoteca furono donati dal granduca Leopoldo II di Asburgo Lorena alla città di Lucca nel 1849, in occasione dell'annessione di questa al Granducato di Toscana, come risarcimento alla città per la dispersione della galleria di palazzo Ducale perpetrata da Carlo Ludovico di Borbone nel 1841. La donazione fu promossa dal pittore lucchese Michele Ridolfi. Accanto al gruppo di opere di provenienza fiorentina se ne sono aggiunte altre provenienti dal mercato o da chiese, monasteri e collezioni private lucchesi. Attualmente la gran parte delle opere è nelle quattro sale della pinacoteca al piano nobile, e altre si trovano al secondo piano del palazzo (dal Neoclassicismo al primo Novecento) o nelle sale di rappresentanza. 
Tra questi spiccano:
- pittura fiorentina: Agnolo Bronzino, con Ritratto di Garzia de' Medici bambino a altri, Pontormo con Ritratto di giovinetto, Andrea Del Sarto con La Vergine e sant'Anna, Jacopo Vignali, Francesco Furini, Onorio Marinari, Giusto Sustermans.
- pittura senese: Domenico Beccafumi, con la Continenza di Scipione, Sodoma, Rutilio Manetti, Ventura Salimbeni
- pittura lucchese: Pietro Testa, con il Trionfo di Galatea, Pompeo Batoni, Luigi De Servi
- pittura emiliana: Guido Reni, con la Crocifissione tra i santi Caterina d'Alessandria e Giulio, e Domenichino
- pittura veneta: Tintoretto, con Ritratto di Senatore veneto, Veronese, Sebastiano Ricci, Francesco Bassano Bonifacio Veronese, e scuola di Tiziano
- pittura napoletana: Luca Giordano, Salvator Rosa
- altre scuole pittoriche italiane: Gioacchino Assereto, Morazzone, Corrado Giaquinto
- pittura fiamminga e olandese: Paul Brill, Jan Gossaert con Madonna delle Ciliegie (nella cappella di palazzo), Denis Calvaert, Teniers il Giovane